# Avnede Station
Avnede Station er en dansk jernbanestation i Lille Avnede.